# Sent Paulet de Caisson
Sent Paulet de Caisson (en francès Saint-Paulet-de-Caisson) és un municipi francès situat al departament del Gard i a la regió d'Occitània.